# Genista teretifolia
Genista teretifolia är en ärtväxtart som beskrevs av Heinrich Moritz Willkomm. Genista teretifolia ingår i släktet ginster, och familjen ärtväxter. Inga underarter finns listade i Catalogue of Life.